# Hồ Công Tráng
Hồ Công Tráng (sinh năm 1958) là một sĩ quan cấp cao trong Quân đội nhân dân Việt Nam, hàm Thiếu tướng, nguyên Phó Chủ nhiệm Tổng cục Kỹ thuật, Bộ Quốc phòng.

## Thân thế và sự nghiệp
Ông sinh ngày 22 tháng 6 năm 1958 tại Quảng Phước, Quảng Điền, Thừa Thiên Huế.
Ông nhập ngũ tháng 10 năm 1975, vào Đảng ngày 30 tháng 10 năm 1980.
Năm 1975, ông thi đỗ vào Học viện Kỹ thuật Quân sự, Khóa 10 (1975-1980) cùng với các tướng lĩnh khác như: Nguyễn Châu Thanh, Khuất Việt Dũng....
từ 1980 đến 1989 công tác tại Cục kỹ thuật MT 479. Tháng 1 năm 1990, ông được điều động về Phòng Quản lý Xe máy, sau đó về Phòng Tham mưu của Cục Kỹ thuật Quân khu 7.
Năm 2005, ông được bổ nhiệm giữ chức vụ Cục trưởng Cục Kỹ thuật, Quân khu 7.
Năm 2013, ông được bổ nhiệm giữ chức vụ Phó Chủ nhiệm Tổng cục Kỹ thuật, Đảng ủy viên Tổng cục.
Năm 2018, ông nghỉ chờ hưu.
Thiếu tướng (2013).